# Dragon Crisis!
Dragon Crisis! (яп. ドラゴンクライシス!) — серія лайт-новел Кідзакі Каї, ілюстрована Акати Ітсукі. Станом на квітень 2011 року, тринадцять томів вийшли у видавництві Shueisha (з 2007 року). Аніме вийшло в ефір у 2011 році, яке було створене Studio Deen.

## Сюжет
Звичайне життя в середній школі Рюдзі Кісараго закінчилось з поверненням його троюрідної сестри, Еріко. Батьки Рюдзі мисливці за скарбами і по їх шляху пішла і Еріко. Еріко втягує свого брата в небезпечну пригоду, щоб захопити реліквію в банди Ікла. Але отримавши його, вони знаходять дівчинку, яка є червоним драконом. Рюдзі дав їй ім'я Роза. З метою захисту Рози від чорної організації, Рюдзі вирішує боротися з ними.

## Персонажі
Рюдзі Кісарагі (яп. 如月竜司 Кісарагі Рюдзі) — 15-річний головний герой.
Сейю: Хиро Симоно
Роза  (яп. ローズ) — молода дівчина-дракон.
Сейю: Ріе Куґімія
Еріко Нанао — 19-річна троюрідна сестра Рюдзі.
Сейю: Юкана
Онікс — чорний дракон.
Сейю: Хіросі Камія
Місакі Ето — однокласниця Рюдзі, яка таємно закохана в нього.
Сейю:
Маруга
Сейю: Юї Хоріе
Оцудоай (яп. オッドアイ)
Сейю: Юка Інокуті
Софі (яп. サフィ?)
Сейю: Емірі Като
Каі (яп. 甲斐?)
Сейю: Маюмі Сако
Біанка Александра Лау (яп. ビアンカ・A・ルー?)
Сейю: Юкі Мацуока

## Медіа

### Аніме
Dragon Crisis! була адаптована в 12-епізодів аніме-серіалу Studio Deen під керівництвом Хідекі Татібана. Серія почала свій ефір на Chiba TV 11 січня 2011 і завершився показ 29 березня 2011. Останні три епізоди були тимчасово призупинені після землетрусу і цунамі, які сталися в Японії 11 березня. Цей серіал був ретрансльований Chukyo TV, KIDS STATION, Tochigi TV, Tokyo MX, TV Kanagawa, TV Saitama, Yomiuri TV, а також показаний аудиторії в Австралії, Європі, Північній Америці і Південній Америці.

### Список епізодів
| №  | Назва                                                            | Дата оригінального показу |
| -- | ---------------------------------------------------------------- | ------------------------- |
| 01 | The Abducted Girl «Sarawareta Shōjo» (さらわれた少女)            | 10.01.2011                |
| 02 | The Black Assault «Kuro no Shūgeki» (黒の襲撃)                   | 17.01.2011                |
| 03 | Contract of Determination «Ketsui no Keiyaku» (決意の契約)       | 24.01.2011                |
| 04 | Beautiful Girl of the Beach «Umibe no Bishōjo» (海辺の美少女)    | 31.01.2011                |
| 05 | Unpleasant Awakening «Imawashiki Kakusei» (忌まわしき覚醒)       | 07.02.2011                |
| 06 | Wolf Attack «Ōkami no Shūgeki» (狼の襲撃)                        | 14.02.2011                |
| 07 | The Truth about Wolves «Ōkami-tachi no Shinjitsu» (狼たちの真実) | 14.02.2011                |
| 08 | Risked Test «Kiken na Tesuto» (危険なテスト)                     | 28.02.2011                |
| 09 | Mirror of Truth «Shinjitsu no Kagami» (真実の鏡)                 | 07.03.2011                |
| 10 | Adult's Rites «Otona no Gishiki» (オトナの儀式)                  | 14.03.2011                |
| 11 | Dragon Crisis «Doragon Kuraishisu» (ドラゴンクライシス)          | 21.03.2011                |
| 12 | Engage «Engēji» (エンゲージ)                                     | 28.03.2011                |

## Музика
Опенінга аніме «Immoralist» (インモラリスト?) виконувала Юї Хорі, а завершальну тему «Mirai Bowl» (ミライボウル?) виконали Momoiro Clover Z.